# Star Maps
Star Maps è un film drammatico statunitense del 1997 diretto da Miguel Arteta.

## Trama
Questa storia allegorica riguarda il divario che esiste tra East e West Los Angeles dove i bambini di origine latino-americana cercano di perseguire il sogno americano. Dopo cinque anni di vita in Messico, un giovane di 18 anni torna a Los Angeles con l'aspirazione di diventare una star del cinema. Su richiesta di suo padre, un magnaccia che vende mappe per le case delle stelle come copertura, il giovane si introduce nel mondo della prostituzione come mezzo per incontrare gli addetti ai lavori di Hollywood. 
Le cose iniziano ad andare bene per lui quando entra in contatto con il produttore della popolare soap opera Carmel County. Tuttavia il suo prepotente padre e la sua mentalmente instabile madre minacciano di ostacolare i suoi sogni.